# Fort Knox

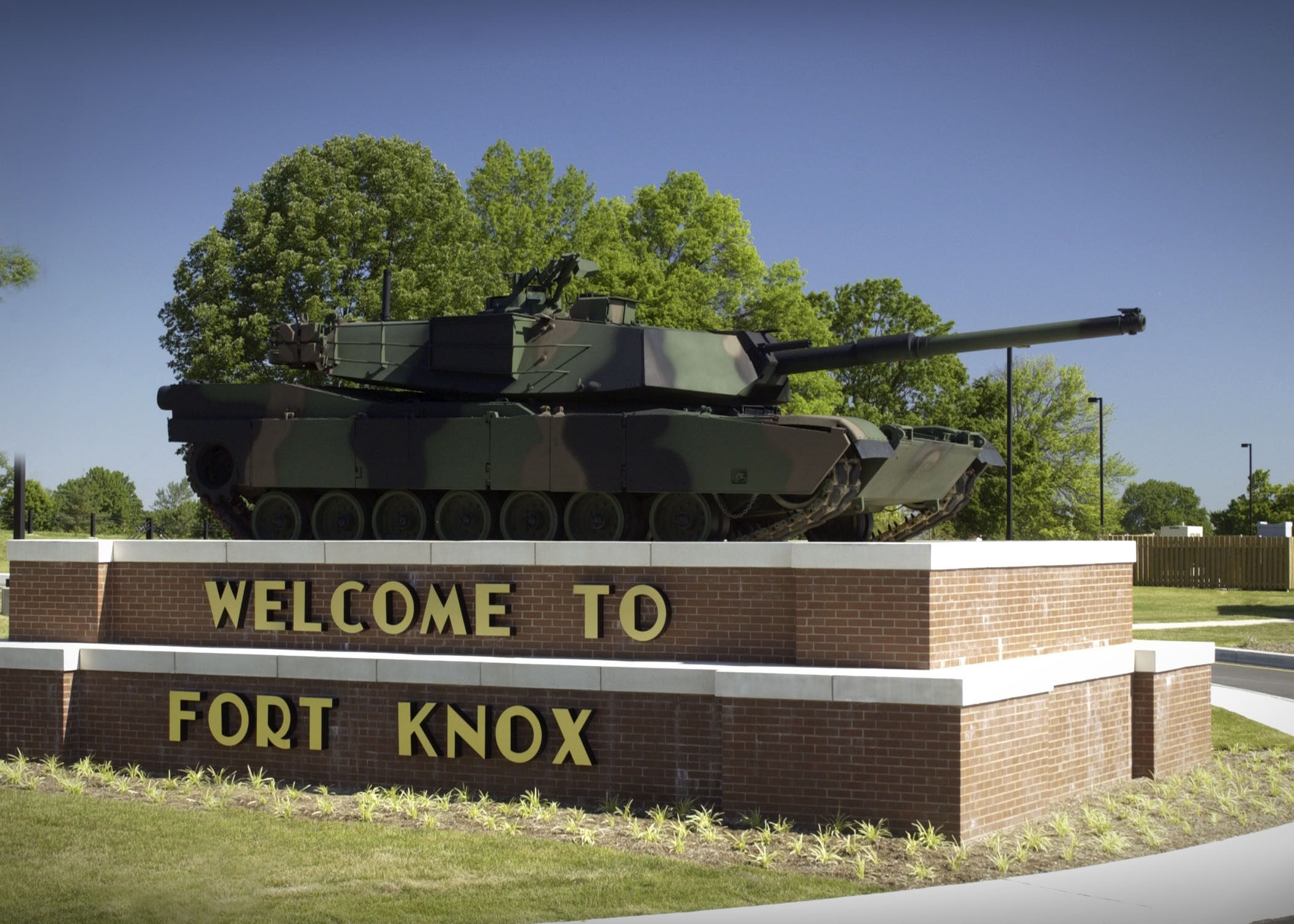
En utrangerad M1 Abrams uppställd som föremål vid entrén.

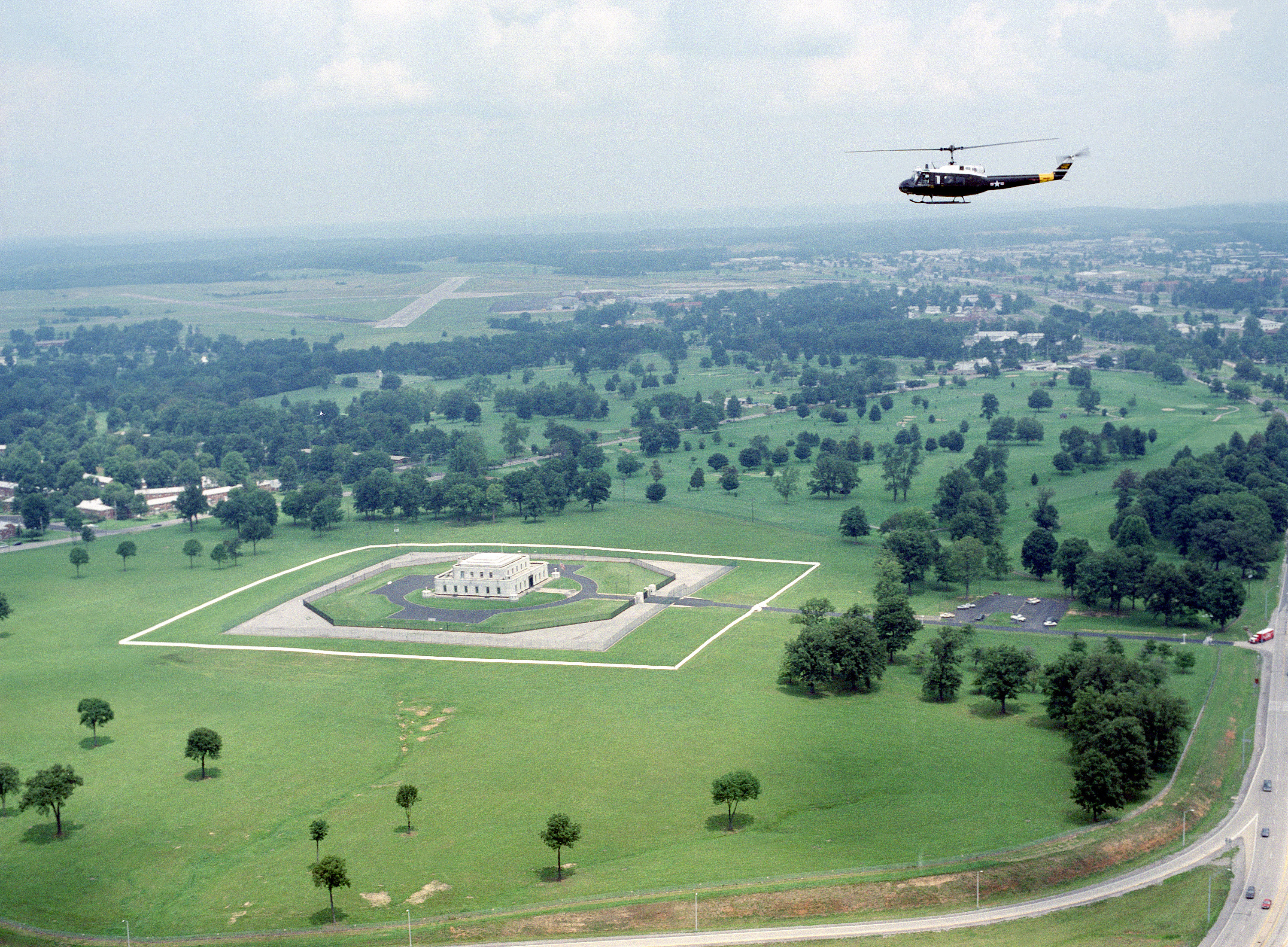
Gulddepån i Fort Knox 1989.

Fort Knox är en stor amerikansk militärbas tillhörande USA:s armé och är belägen 48 km söder om Louisville, Kentucky i USA. Fort Knox omfattar ett kringområde på 445 kvadratkilometer.
Den grundades 1918 som Camp Knox av (namngivet efter krigsminister Henry Knox) och blev en permanent militärbas 1932. Fram till 2011 hade Fort Knox i över 60 år varit platsen för arméns stridsvagnsutbildning, som därefter omlokaliserades till Fort Benning i Georgia. På området finns Army Cadet Command (som leder arméns ROTC-utbildningsprogram) samt Army Recruiting Command (som ansvarar för arméns rekrytering) och som båda ingår i United States Army Training and Doctrine Command.
På området finns ett museum tillägnat George S. Patton.

## Guldtackor
1936 uppfördes inom området United States Bullion Depository för att förvara huvuddelen av den federala guldreserven  där. Militärbasen har mest blivit känd för den byggnad (som syns på bilden) där merparten av guldreserven tros förvaras. Basen är också berömd genom att klimaxet i James Bond-filmen Goldfinger från 1964 utspelar sig där.